# Константинопольский собор (1722)
Константинопольский собор 1722 года — поместный собор Православной церкви, на котором присутствовали три восточных патриарха (Константинопольский Иеремия III, Антиохийский Афанасий III и Иерусалимский Хрисанф). Собор осудил католическую униатскую пропаганду в среде православных христиан Антиохийского патриархата.

## Предыстория
С XVI века греческие православные церкви испытывали большое влияние католических миссионеров. В среде клириков Антиохийского патриархата арабского происхождения деятельность католиков не вызывала протеста. Упадок богословского образования среди мелькитов, жизнь в многоконфессиональном обществе Османской империи и стремление к возрождению при помощи европейских держав, привели к появлению прокатолической партии архиереев и клириков в Антиохийском патриархате. Иерархи и предстоятели Антиохийской православной церкви поддерживали тесные контакты с Римом, при этом считая себя вполне православными. В декабре 1683 года митрополит Тиро-Сидонский Антиохийской церкви Евфимий Сайфи принял католичество о чём уведомил Рим через капуцинского миссионера. В 1701 году Конгрегацией пропаганды веры митрополит Сайфи был назначен апостольским администратором всех мелькитов-католиков, а в 1711 году близ Сайды он основал монастырь Дайр-эль-Мухаллис (монастырь Спасителя), ставший центром пропаганды унии с Римско-католической церковью в среде православных арабов. В 1716 году, учитывая ослабление Османской империи и растущее европейское влияние на Ближнем Востоке, антиохийский патриарх Кирилл V предпринял попытку сближения с Римом. Посредниками между патриархом и католиками выступили митрополит Евфимий Сайфи, священник Серафим Танас (племянник Сайфи по материнской линии) и францисканцы.
8 сентября 1716 года антиохийский патриарх Кирилл V Заим направил в Рим послание, в котором признал примат папы римского, католические догматы и решения Флорентийского собора. При этом как отмечали современники, Кирилла не интересовали богословские аспекты, а его сближение с Римом было вызвано политическими и прагматическими причинами. Прокатолическая деятельность митрополита Евфимия вызвала реакцию в Православной церкви. В 1714 году иерусалимский патриарх Хрисанф Нотара осудил прокатолический богословский трактат Сайфи «Блестящее доказательство», а в октябре 1718 года патриарх Константинопольский Иеремия III отлучил его от Церкви. Грамота об отлучении была передана антиохийскому патриарху Кириллу V Заиму, однако тот не предпринял против Евфимия серьёзных мер. Смерть патриарха Кирилла V в январе 1720 года спровоцировала борьбу за патриарший престол между епископами Евфимием Сайфи и Афанасием Даббасом. В ходе борьбы за патриарший престол Евфимий проиграл более осторожному Афанасию, который стал Антиохийским патриархом.

## Решения Собора
В 1722 году антиохийский патриарх Афанасий III Даббас был вызван в Константинополь, где состоялся собор. На соборе семь епископов и православные патриархи (Константинопольский, Иерусалимский и Антиохийский) опубликовали послание с осуждением католических догматов и митрополита Евфимия Сайфи. В послании Собора говорится:
«…удаляйтесь от нововведений и новшеств латинян, которые не оставили ни одного догмата, таинства и предания Церкви, которое бы не разорили бы или не исказили».